# Тумба (озеро)
Ту́мба — озеро в Центральной Африке, на северо-западе Демократической Республикой Конго (Экваториальная провинция). Представляет собой систему затопленных речных долин. Площадь поверхности составляет около 500 км², глубина от 2 до 6 м. Является частью бассейна реки Конго, соединено с ней через протоку Иребу. В озере Тубма обитает 114 видов рыб. Генри Мортон Стэнли исследовал озеро в 1883 году.
Берега озера Тумба являются одним из мест расселения народа монго.